# Euselasia rasonea
Euselasia rasonea is een vlindersoort uit de familie van de prachtvlinders (Riodinidae), onderfamilie Euselasiinae.
Euselasia rasonea werd in 1902 beschreven door Schaus.